# Синтія Еріво
Си́нтія Ері́во (англ. Cynthia Erivo; нар. 8 січня 1987) — британська акторка, співачка та авторка пісень, лауреатка премій «Тоні» (2016), «Драма Деск» (2016) і «Греммі» (2017). Тричі номінантка премії «Оскар» за головні ролі у драмі «Гаррієт» (2019) та мюзиклі «Wicked: Чародійка» (2024), а також за написання пісні Stand Up до фільму «Гаррієт».

## Життєпис
Синтія Еріво народилася 8 січня 1987 року в Стоквеллі, Південний Лондон, у родині нігерійських іммігрантів. Навчалася один рік на психологиню та музикантку в Університеті Східного Лондону, після чого вступила до Королівської академії драматичного мистецтва, яку закінчила у 2010 році
У 2013 році виконала роль Селії в Лондонській версії мюзиклу «Барва пурпурова», а перед цим грала в британському турне мюзиклу «Дій, сестра». У 2014 році записала одну з пісень американського фільму «За лаштунками».
У 2015 році Еріво вирушила до США, де дебютувала на бродвейській сцені в ролі Селії у новій версії мюзиклу «Барва пурпурова» з Дженніфер Гадсон у ролі Шуг Евері та Даніель Брукс в ролі Софії. Роль принесла їй ряд нагород, включно з «Тоні» за найкращу жіночу роль у мюзиклі.
У 2019 році виконала роль Гаррієт Табмен у фільмі «Гаррієт», за який була номінована на премії «Оскар», «Золотий глобус» та премію Гільдії кіноакторів США. Також номінацією на «Оскар» була відзначена пісня Stand Up, яку Еріво написала для фільму.
У 2024 році виконала роль відьми Ельфаби у мюзиклі «Wicked: Чародійка», за яку номінувалась на всі центральні премії «сезону кінонагород», зокрема «Оскар».

## Особисте життя
Еріво — католичка. Вона ідентифікує себе як квір та бісексуалка. Еріво зустрічається з акторкою та продюсеркою Ліною Вейт.

## Фільмографія
Фільми
| Рік  | Назва (укр.)              | Назва (англ.)              | Роль            |
| ---- | ------------------------- | -------------------------- | --------------- |
| 2025 | Wicked: Чародійка 2       | Wicked: For Good           | Ельфаба         |
| 2024 | Wicked: Чародійка         | Wicked: Part One           | Ельфаба         |
| 2023 | Лютер: Сонце на спаді     | Luther: The Fallen Sun     | Одетт Рейн      |
| 2022 | Піноккіо                  | Pinocchio                  | фея             |
| 2021 | Голка в копиці часу       | Needle in a Timestack      | Жанін Мікельсен |
| 2021 | Хода хаосу                | Chaos Walking              | Гілді           |
| 2019 | Гаррієт                   | Harriet                    | Гаррієт Табмен  |
| 2018 | Вдови                     | Widows                     | Белль           |
| 2018 | Погані часи у «Ель Роялі» | Bad Times at the El Royale | Дарлін Світ     |

Телебачення
| Рік       | Назва (укр.)                      | Назва (англ.)                   | Роль                                                  | Примітки   |
| --------- | --------------------------------- | ------------------------------- | ----------------------------------------------------- | ---------- |
| 2020      | Аутсайдер                         | The Outsider                    | Голлі Ґібні                                           | Мінісеріал |
| 2020      | Геній                             | Genius                          | Арета Франклін                                        | 3 сезон    |
| 2019      | Американський ідол                | American Idol                   | камео                                                 | 1 епізод   |
| 2018      | Дитина боса: Повернення в бізнесі | The Boss Baby: Back in Business | генеральна директорка «Turtleneck Superstar CEO Baby» | 1 епізод   |
| 2017–2019 | Широке місто                      | Broad City                      | Ліза                                                  | 2 епізоди  |
| 2016      | Містер Селфрідж                   | Mr Selfridge                    | Альберта Гантер                                       | 2 епізоди  |
| 2016      | Тунель                            | The Tunnel                      | Мел                                                   | 1 епізод   |
| 2015      | Жувальна гумка                    | Chewing Gum                     | Магдалена                                             | 1 епізод   |

## Нагороди та номінації
| Рік  | Нагорода                                  | Категорія                   | Робота  | Результат |
| ---- | ----------------------------------------- | --------------------------- | ------- | --------- |
| 2020 | Оскар                                     | Найкраща акторка            | Гаррієт | Номінація |
| 2020 | Золотий глобус                            | Найкраща драматична акторка | Гаррієт | Номінація |
| 2020 | Премія Гільдії кіноакторів                | Найкраща акторка            | Гаррієт | Номінація |
| 2020 | Чорна котушка                             | Видатна акторка             | Гаррієт | Перемога  |
| 2020 | Премія Лондонського гуртка кінокритиків   | Найкраща британська акторка | Гаррієт | Перемога  |
| 2020 | Міжнародний кінофестиваль у Палм-Спринґз  | Найкращий прорив року       | Гаррієт | Перемога  |
| 2020 | Міжнародний кінофестиваль у Санта-Барбарі | Премія за віртуозність      | Гаррієт | Перемога  |
| 2020 | Супутник                                  | Найкраща драматична акторка | Гаррієт | Номінація |
| 2020 | Премія Асоціації кінокритиків Сент-Луїса  | Найкраща акторка            | Гаррієт | Номінація |